# 马德钟 (1923年)
马德钟（1923年—1996年），男，回族，黑龙江宁安人，中华人民共和国政治人物，曾任宁夏回族自治区政协副主席，第五、六届全国政协委员。